# Metal-Fach
Metal-Fach – producent maszyn rolniczych z siedzibą w Sokółce.

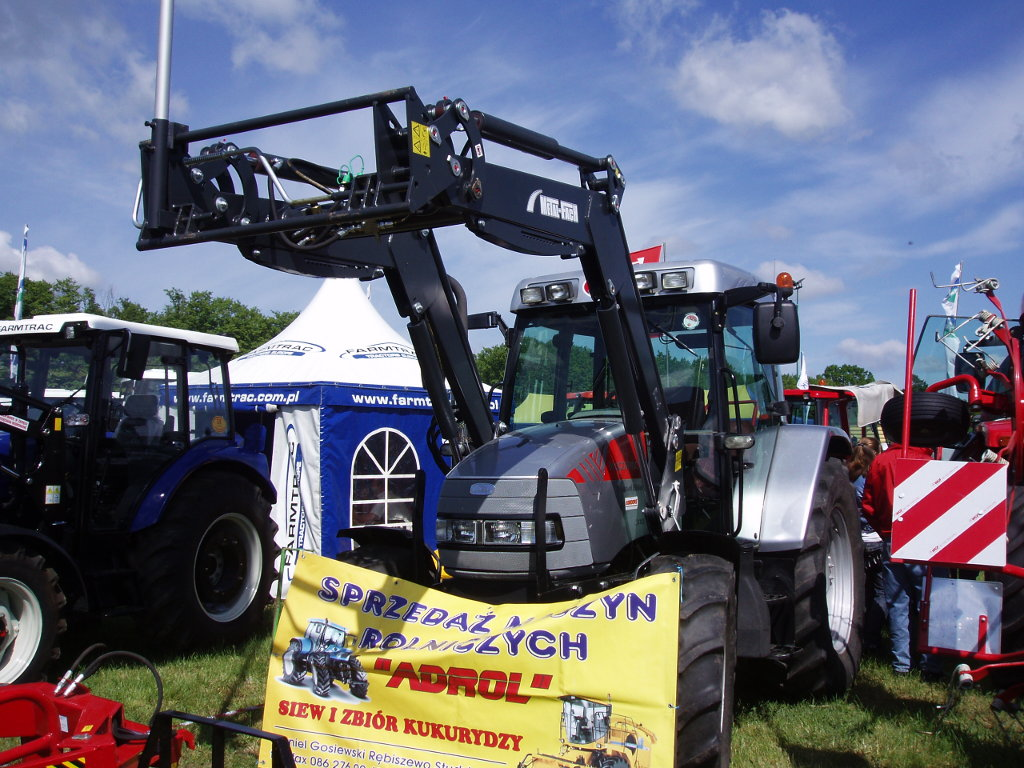
Ładowacz Metal-Fach T-241 zamontowany na ciągniku rolniczym

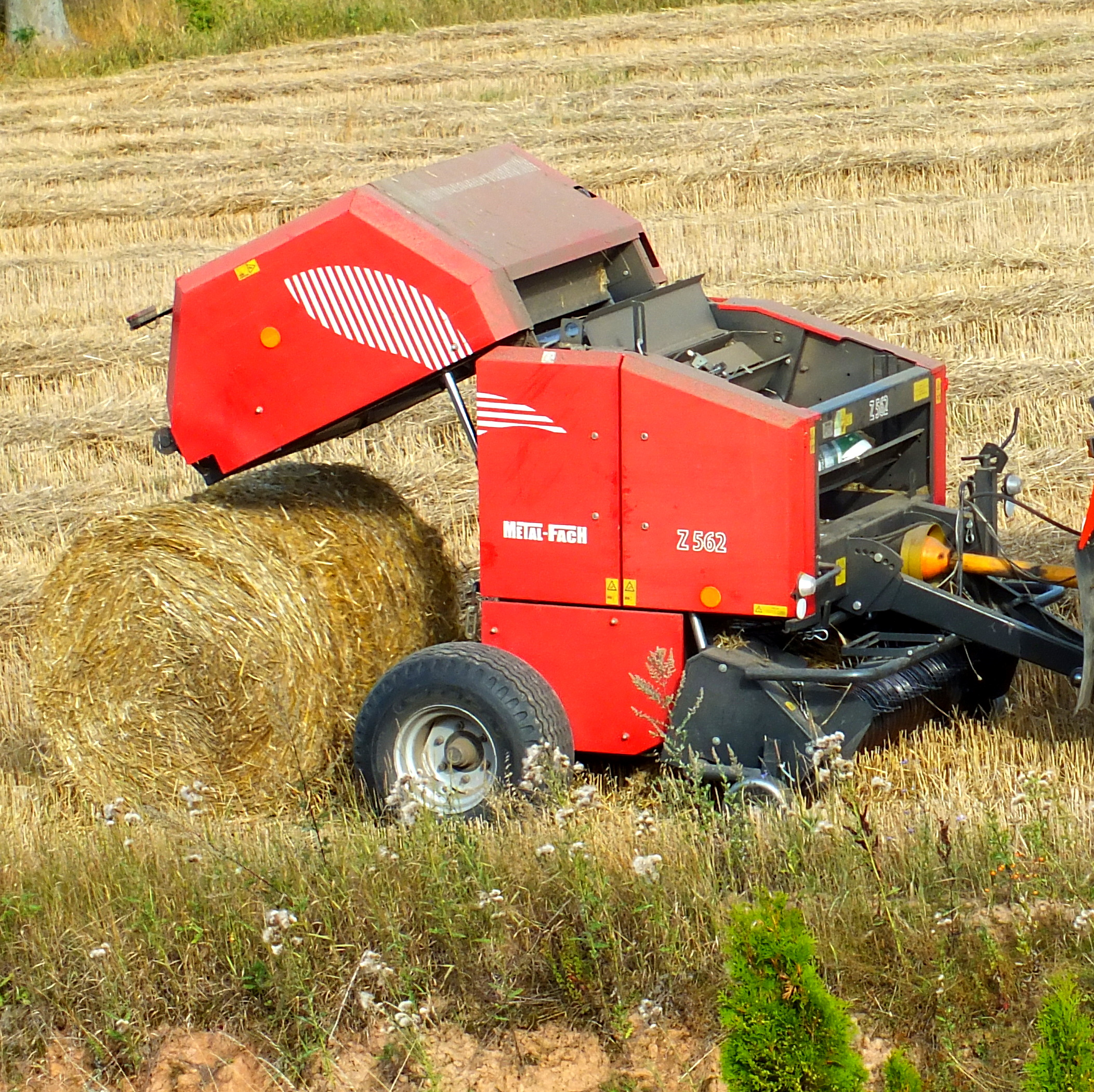
Belowanie słomy, prasa Metal-Fach Z 562

## Historia
Przedsiębiorstwo powstało w 1989 roku. Początkowym produktem były kotły grzewcze do centralnego ogrzewania, z czasem asortyment powiększył się o maszyny rolnicze. Dynamiczny rozwój przedsiębiorstwa nastąpił wraz z rokiem 2002, w którym przejęto Fabrykę Urządzeń Mechanicznych SPOMASZ S.A. przy ul. Kresowej 62.
Od 2008 do 2012 roku Przedsiębiorstwo produkowało kabiny ciągnikowe na pierwszy montaż do ciągników Farmtrac. W 2010 roku uruchomiono produkcję samochodowych naczep ciężarowych pod marką Nova. W tym samym roku zrealizowany został projekt budowy jednej z największych w Polsce malarni o zadaszonej powierzchni 1 hektara oraz 3200 metrowej, w pełni zautomatyzowanej, linii transportowej.  W 2012 roku rozpoczęto produkcję pras zwijających na licencji włoskiej firmy Ferraboli - model Entry, pod markami Ferraboli i John Deere.
W 2013 roku zawiązano w Kazachstanie spółkę TOO Metal-Fach zajmującą się dystrybucją maszyn na rynkach wschodnich. W 2015 roku do oferty dołączyły pługi produkowane we współpracy z francuską firmą Bonnel.

## Działalność firmy
METAL-FACH to nowoczesne przedsiębiorstwo, które realizuje wielokierunkową produkcję, skierowaną zarówno do rolnictwa, jak i branży budowlanej. Firma zatrudnia obecnie około 800 pracowników, a poza bezpośrednim regionem, jakim jest województwo podlaskie w swoje produkty zaopatruje kraje bałtyckie, kraje Afryki, Azji jak i kontynent Ameryki Północnej i Południowej.
Do głównych profili produkcyjnych firmy należą maszyny rolnicze, technika grzewcza, konstrukcje stalowe, przyczepy NOVA, przeznaczone do ciężarówek. Obecny profil produkcji to efekt wielu lat systematycznego rozwoju. W tym okresie z małej firmy - od 1989 roku produkującej kotły grzewcze wyrosło dynamiczne i wielobranżowe przedsiębiorstwo o międzynarodowym zasięgu.
METAL-FACH to przede wszystkim produkcja zaawansowanych technologicznie maszyn dla rolnictwa. W ofercie znajdują się prasy, wozy paszowe, rozrzutniki obornika i kilkanaście innych wyspecjalizowanych konstrukcji, które wyróżnia perfekcyjna jakość wykonania i niezawodność. O wysokich standardach produkcyjnych może świadczyć fakt, że około 65% produkcji trafia na rynki zagraniczne.
Równolegle z wytwarzaniem maszyn dla rolnictwa firma rozwija produkcję w branży technik grzewczych. W ofercie znajdują się nowoczesne kotły CO: ekologiczne kotły z certyfikatem 5 KLASY według normy PN-EN 303-5 2012 oraz certyfikatem ECO DESIGN, automatyczne kotły na ekogroszek, pellet, drewno i węgiel oraz kotły z zasypem ręcznym na drewno i węgiel. Są to zaawansowane technologicznie urządzenia o szerokim zakresie mocy grzewczej.